# Panos Kammenos

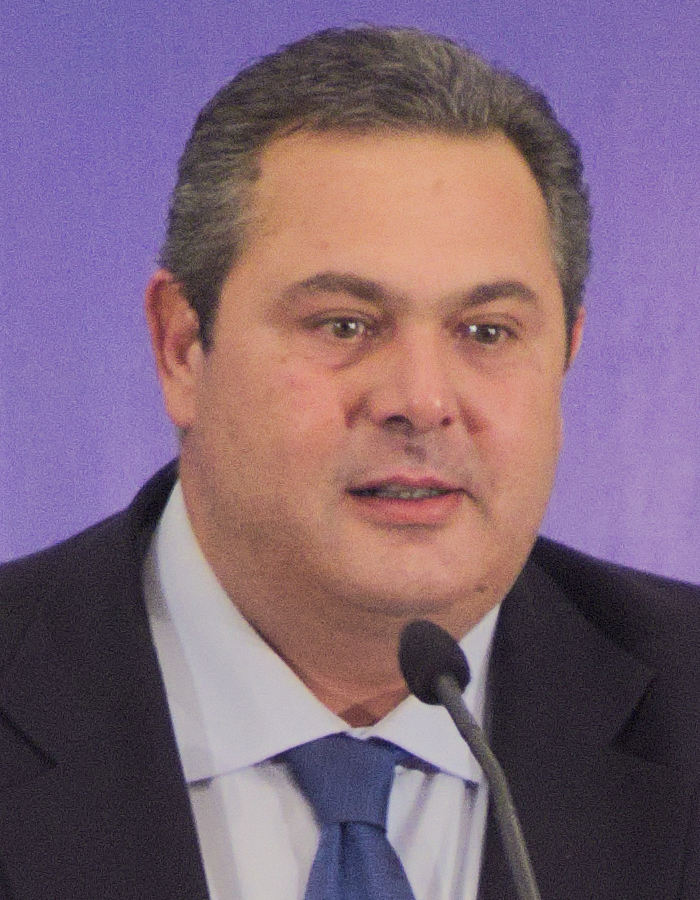
Panos Kammenos (2015)

Panagiotis „Panos“ Kammenos (griechisch Πάνος Καμμένος, * 12. Mai 1965 in Athen) ist ein griechischer Politiker. Er begann seine politische Karriere bei der Nea Dimokratia. Er wurde im Zusammenhang mit der griechischen Schuldenkrise aus der Partei entlassen und gründete die Partei Anexartiti Ellines (ANEL), deren Vorsitzender er ist. Kammenos war vom 27. Januar 2015 bis 28. August 2015 und erneut von 23. September 2015 bis Mitte Januar 2019 Verteidigungsminister im Kabinett von Alexis Tsipras.
Kammenos studierte Wirtschaft und Psychologie an der Universität Lyon. Er ist verheiratet und Vater von fünf Kindern.

## Politische Laufbahn
Bei der Parlamentswahl vom 10. Oktober 1993 wurde Kammenos erstmals als Abgeordneter der Nea Dimokratia ins griechische Parlament gewählt. Am 16. November 2011 wurde er von der von Andonis Samaras einberufenen Kommission „Pflichtkodex“ aus der ND-Fraktion ausgeschlossen, nachdem er bei einer Vertrauensabstimmung gegen die Koalitionsregierung von Ministerpräsident Loukas Papadimos gestimmt hatte. Am 13. Februar 2012 wurde er mit 20 anderen Abgeordneten aus der Partei entlassen, da auch sie gegen das „Memorandum 2“ gestimmt hatten, das Voraussetzung für das zweite Hilfspaket der EU war. Am 24. Februar 2012 gründete er eine neue Partei mit dem Namen „Anexartiti Ellines“ (Unabhängige Griechen), die ein Ende der Troika in Griechenland anstrebte. Das Partei-Motto lautete: „Wir sind viele, wir sind unabhängig, wir sind Griechen.“ (griechisch «Είμαστε πολλοί, είμαστε ανεξάρτητοι, είμαστε Έλληνες»).
Kammenos bekräftigte vor der Wahl im Mai 2012, er würde sich „nicht einmal tot“ an einer Regierung beteiligen, die sich dem „Sparwahn der Troika“ unterwerfen würde; eine Zusammenarbeit seiner Partei mit der Nea Dimokratia sowie der PASOK und LAOS schloss er in jeglicher Form aus.
Einen Tag nach der vorgezogenen Parlamentswahl im Januar 2015 bildete seine Partei zusammen mit SYRIZA unter Alexis Tsipras eine Koalitionsregierung. Kammenos erhielt das Amt des Verteidigungsministers.
Erneut bildete Kammenos’ Partei nach der vorgezogenen Parlamentswahl im September 2015 mit der SYRIZA eine Koalitionsregierung; er wurde wieder zum Verteidigungsminister ernannt. Im Juni 2018 erklärte Kammenos, dass seine Partei den zuvor gefundenen Kompromiss im Streit um den Namen Mazedonien ablehne. Zwei Tage, nachdem das mazedonische Parlament mit der notwendigen Zweidrittelmehrheit einer Umbenennung ihres Landes in Republik Nordmazedonien zugestimmt hatte, trat er am 13. Januar 2019 als Verteidigungsminister zurück. Designierter Nachfolger ist der bisherige Chef des Generalstabs, Vangelis Apostolakis.

## Ehrungen
Er wurde mit dem „Orden der Ehre“ des Jerusalemer griechisch-orthodoxen Patriarchats ausgezeichnet.

## Positionen
Kammenos stellte die Gründungserklärung für seine neue Partei im Februar 2012 in Distomo vor, einem Dorf, in dem 1944 Teile der Waffen-SS ein Massaker verübten. Kammenos setzte damit die Erinnerung an Deutschland als Feind ein. Er fordert von Deutschland die Zahlung von Reparationen und die Rückzahlung der während des Zweiten Weltkriegs erzwungenen Kriegskredite. In diesem Zusammenhang warf er der damaligen Regierung Landesverrat vor, bezeichnete die Troika als Besatzer und versprach, „die Nazis erneut zu vertreiben“. Er ist der Meinung, Griechenland sei von der EU und den Banken besetzt und der neue Darlehensvertrag mit der Troika sei verfassungswidrig. Er will von den griechischen Staatsschulden nur 110 Milliarden Euro zurückzahlen. Kammenos fordert einen überparteilichen Ausschuss, der, mit Notstandsbefugnissen ausgestattet, klären soll, wie Griechenland in die Wirtschaftskrise geführt wurde. Er proklamiert ein „nationales Erwachen und Aufstehen“ und vermutet, dass Griechenland einer „internationalen Verschwörung“ zum Opfer gefallen sei. Die EU wolle die Mitgliedstaaten wie „Kurtisanen“ halten und Griechenland absichtlich in die Armut treiben, um dann seine Bodenschätze ausbeuten zu können. Die Staaten des europäischen Nordens würden einen „Krieg“ gegen die südlichen Staaten führen. Letztere sollten sich zu ihrer Verteidigung zusammenschließen.
Nach Einschätzung des Journalisten Niels Kadritzke möchte Kammenos die bedroht geglaubte christlich-orthodoxe Identität Griechenlands wiederherstellen und lehnt daher die Einbürgerung von im Land geborenen Migrantenkindern ab. Er steht anderen Religionen wie dem Judentum und dem Islam misstrauisch gegenüber und spricht sich gegen die rechtliche Gleichstellung homosexueller Paare aus. Wirtschaftspolitisch vertritt er eher neoliberale Ideen, außenpolitisch hofft er auf eine orthodoxe Allianz mit Serbien und Russland.